# Дівер (Вайомінг)
Дівер (англ. Deaver) — місто (англ. town) в США, в окрузі Біґ-Горн штату Вайомінг. Населення — 154 особи (2020).

## Географія
Дівер розташований за координатами 44°53′20″ пн. ш. 108°35′46″ зх. д. / 44.88889° пн. ш. 108.59611° зх. д. (44.889024, -108.596018).  За даними Бюро перепису населення США в 2010 році місто мало площу 2,62 км², уся площа — суходіл.

### Клімат
| Клімат : Дівер                                           | Клімат : Дівер | Клімат : Дівер | Клімат : Дівер | Клімат : Дівер | Клімат : Дівер | Клімат : Дівер | Клімат : Дівер | Клімат : Дівер | Клімат : Дівер | Клімат : Дівер | Клімат : Дівер | Клімат : Дівер | Клімат : Дівер |
| Показник                                                 | Січ.           | Лют.           | Бер.           | Квіт.          | Трав.          | Черв.          | Лип.           | Серп.          | Вер.           | Жовт.          | Лист.          | Груд.          | Рік            |
| Абсолютний максимум, °C                                  | 17,2           | 23,3           | 27,8           | 30,6           | 36,7           | 38,9           | 40,6           | 40,0           | 38,9           | 31,7           | 22,8           | 17,2           | 40,6           |
| Середній максимум, °C                                    | −1,7           | 3,2            | 9,9            | 15,8           | 21,2           | 26,9           | 30,8           | 30,1           | 23,6           | 16,5           | 6,1            | −0,2           | 15,2           |
| Середній мінімум, °C                                     | −16,2          | −12,4          | −6,4           | −1,7           | 4,1            | 8,8            | 11,7           | 10,4           | 4,4            | −1,4           | −8,9           | −14,7          | −1,8           |
| Абсолютний мінімум, °C                                   | −38,3          | −37,8          | −27,8          | −14,4          | −10            | −2,8           | 1,7            | −3,9           | −8,3           | −21,1          | −30,6          | −38,9          | −38,9          |
| Норма опадів, мм                                         | 4              | 3              | 6              | 9              | 28             | 25             | 19             | 15             | 14             | 10             | 4              | 3              | 140            |
| Днів з опадами                                           | 2,4            | 2,1            | 1,7            | 3,1            | 5,7            | 5,4            | 4,1            | 3,9            | 3,4            | 2,5            | 1,6            | 1,5            | 37,4           |
| Днів зі снігом                                           | 1,7            | 0,8            | 0,9            | 0,4            | 0              | 0              | 0              | 0              | 0,1            | 0,2            | 0,9            | 0,9            | 5,9            |
| -------------------------------------------------------- | -------------- | -------------- | -------------- | -------------- | -------------- | -------------- | -------------- | -------------- | -------------- | -------------- | -------------- | -------------- | -------------- |
| Джерело: National Oceanic and Atmospheric Administration |                |                |                |                |                |                |                |                |                |                |                |                |                |

## Демографія
Згідно з переписом 2010 року, у місті мешкало 178 осіб у 66 домогосподарствах у складі 48 родин. Густота населення становила 68 осіб/км².  Було 84 помешкання (32/км²).
Расовий склад населення:
| - 96,6 % — білих - 2,8 % — осіб інших рас |

До двох чи більше рас належало 0,6 %. Частка іспаномовних становила 6,7 % від усіх жителів.
За віковим діапазоном населення розподілялося таким чином: 26,4 % — особи молодші 18 років, 64,0 % — особи у віці 18—64 років, 9,6 % — особи у віці 65 років та старші. Медіана віку мешканця становила 39,0 року. На 100 осіб жіночої статі у місті припадало 114,5 чоловіків;  на 100 жінок у віці від 18 років та старших — 111,3 чоловіків також старших 18 років.
Середній дохід на одне домашнє господарство  становив 53 219 доларів США (медіана — 45 417), а середній дохід на одну сім'ю — 67 874 долари (медіана — 70 625). За межею бідності перебувало 26,7 % осіб, у тому числі 20,0 % дітей у віці до 18 років та 63,2 % осіб у віці 65 років та старших.
Цивільне працевлаштоване населення становило 82 особи. Основні галузі зайнятості: сільське господарство, лісництво, риболовля — 24,4 %, роздрібна торгівля — 14,6 %, мистецтво, розваги та відпочинок — 13,4 %.
За даними перепису 2000 року,
на території муніципалітету мешкало 177 людей, було 65 садиб та 44 сімей.
Густота населення становила 67,0 осіб/км². Було 80 житлових будинків.
З 65 садиб у 46,2% проживали діти до 18 років, подружніх пар, що мешкали разом, було 60,0%,
садиб, у яких господиня не мала чоловіка — 4,6%, садиб без сім'ї — 32,3%.
Власники 26,2% садиб мали вік, що перевищував 65 років, а в 9,2% садиб принаймні одна людина була старшою за 65 років.
Кількість людей у середньому на садибу становила 2,72, а в середньому на родину 3,34.
Середній річний дохід на садибу становив 31 071 доларів США, а на родину — 34 063 доларів США.
Чоловіки мали дохід 31 563 доларів, жінки — 15 938 доларів.
Дохід на душу населення був 14 134 доларів.
Приблизно 14,0% родин та 10,4% населення жили за межею бідності.
Серед них осіб до 18 років було 6,3%, і нікого понад 65 років.
Середній вік населення становив 30 років.